# 殿上童
殿上童（てんじょうわらわ）とは、平安時代、10歳くらいから清涼殿の殿上の間に出入りを許された身分の高い朝臣の家の子弟。「公卿の子」という解釈や、「元服していない少年が作法見習いのため殿上の間に昇ることを許されていた」とした解釈を記載している辞書もあるが、厳密には「顔見せ」に近いもので、作法を見習う為のものではない。